# Alahärmä
Alahärmä este o fostă comună din Finlanda.